# Pointe du Blair
Pour les articles homonymes, voir Blair.
La pointe du Blair est une pointe de Bretagne dans le golfe du Morbihan. Elle est située sur le territoire de la commune de Baden, à l'embouchure de la rivière d'Auray.
Face à la pointe, se trouve l'entrée de la rivière d'Auray.
À gauche de l'entrée, face au large, se trouve l'île appelée Sept Îles.
À droite, se trouve la commune de Locmariaquer.

## Étymologie
Blair s'écrivait au début du XXe siècle Bler,. Plus anciennement, elle est orthographiée Blern sur la carte de Cassini. L'office de la langue bretonne a collecté une forme Blere au XVe siècle.

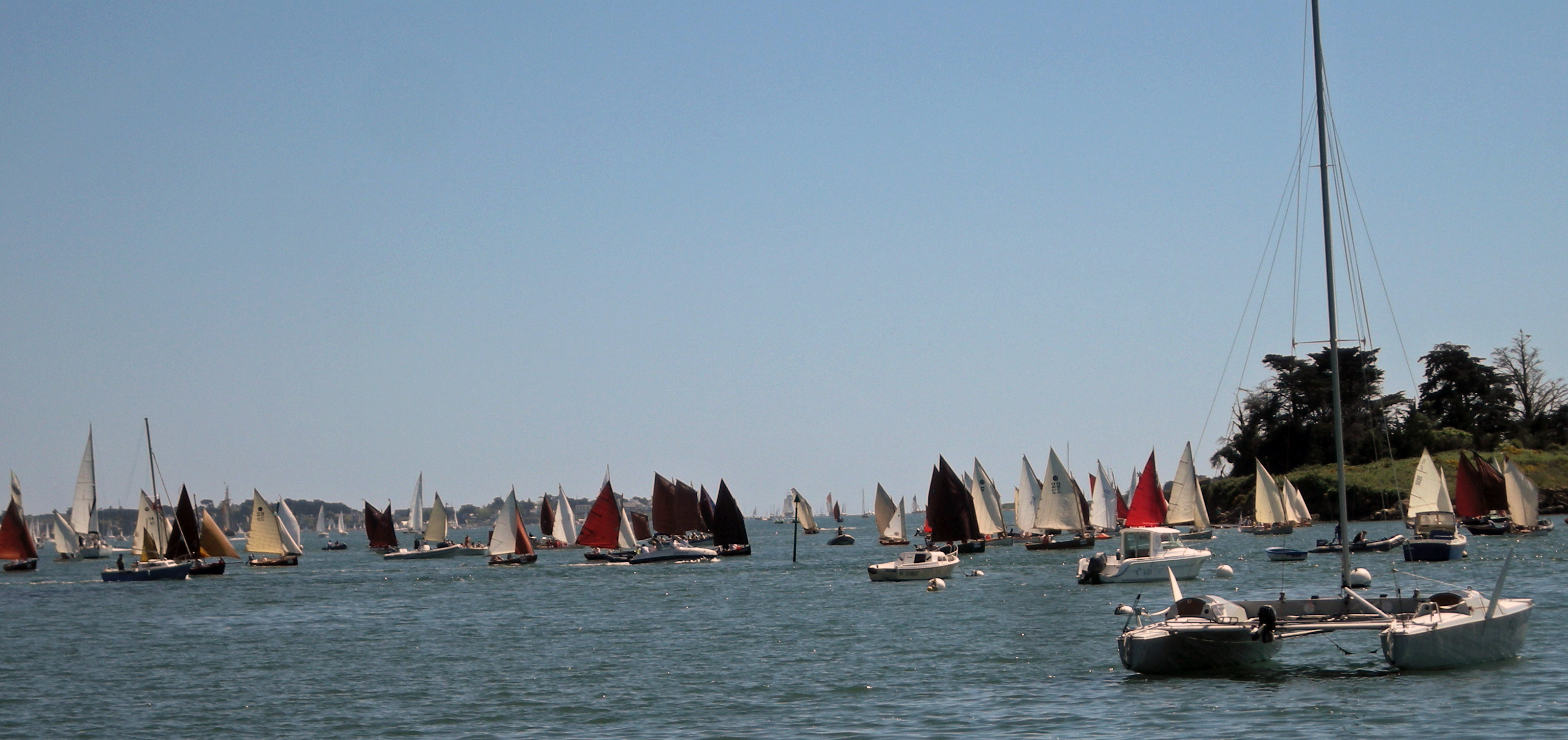
Entrée de la rivière d'Auray, vue de la Pointe du Blair.
Au fond Port-Navalo et, à sa droite, l'entrée du Golfe du Morbihan.
En premier plan à droite, l'îlot Le Grand Huernic, rattaché à la commune de Locmariaquer.

## Description
La Pointe du Blair est une presqu'île d'environ 1 kilomètre de long sur 200 mètres de large.
Elle culmine à 21 mètres.
Dans la rivière d'Auray, entre la Pointe du Blair et Huernic, les courants atteignent 4 nœuds.

## Histoire
Le Mur des Vénètes  est un éperon barré qui date du néolithique.
Le Comte Arthur Dillon a imaginé la création d'un port en eau profonde à la pointe du Blair, en raison de la présence dans cette partie de la rivière d'Auray, de fonds de 10 mètres et plus à basse mer. Ce port était relié à Mor braz par le chenal naturel qu'est l'entrée du Golfe du Morbihan. L'avantage de ce  port resté en projet, est qu'il n'aurait pas exigé de dragages d'entretien, mais il aurait transformé le Golfe du Morbihan en y attirant commerce et industrie. La seule réalisation fut une jetée de 114 mètres de long construite de 1907 à 1909. Les travaux furent interrompus, car la construction d'une voie ferrée de raccordement n'a jamais été réalisée.
Le fils du Comte Dillon, Pierre (1868-1952), reprit le projet en 1920. Le financement nécessaire à l'achat et au stationnement des navires entrepôts ne fut jamais trouvé. Le projet fut abandonné vers 1924.

## Difficulté d'accès du public
L'accès à la pointe s'effectue par le chemin côtier. L'accès à la jetée qui appartient au domaine public, s'effectue par une voie privée, sur un terrain privé, desservant un lotissement. Ce statut fait l'objet de contestations. Il est cependant possible d'en faire le tour et d'observer la bâtisse du Comte Dillon, reconstruite selon les plans d'origine. Neuf gueules et gargouilles de pierre, œuvres du sculpteur Guillaume Campredon, habillent la façade et sont en partie visibles depuis le chemin.

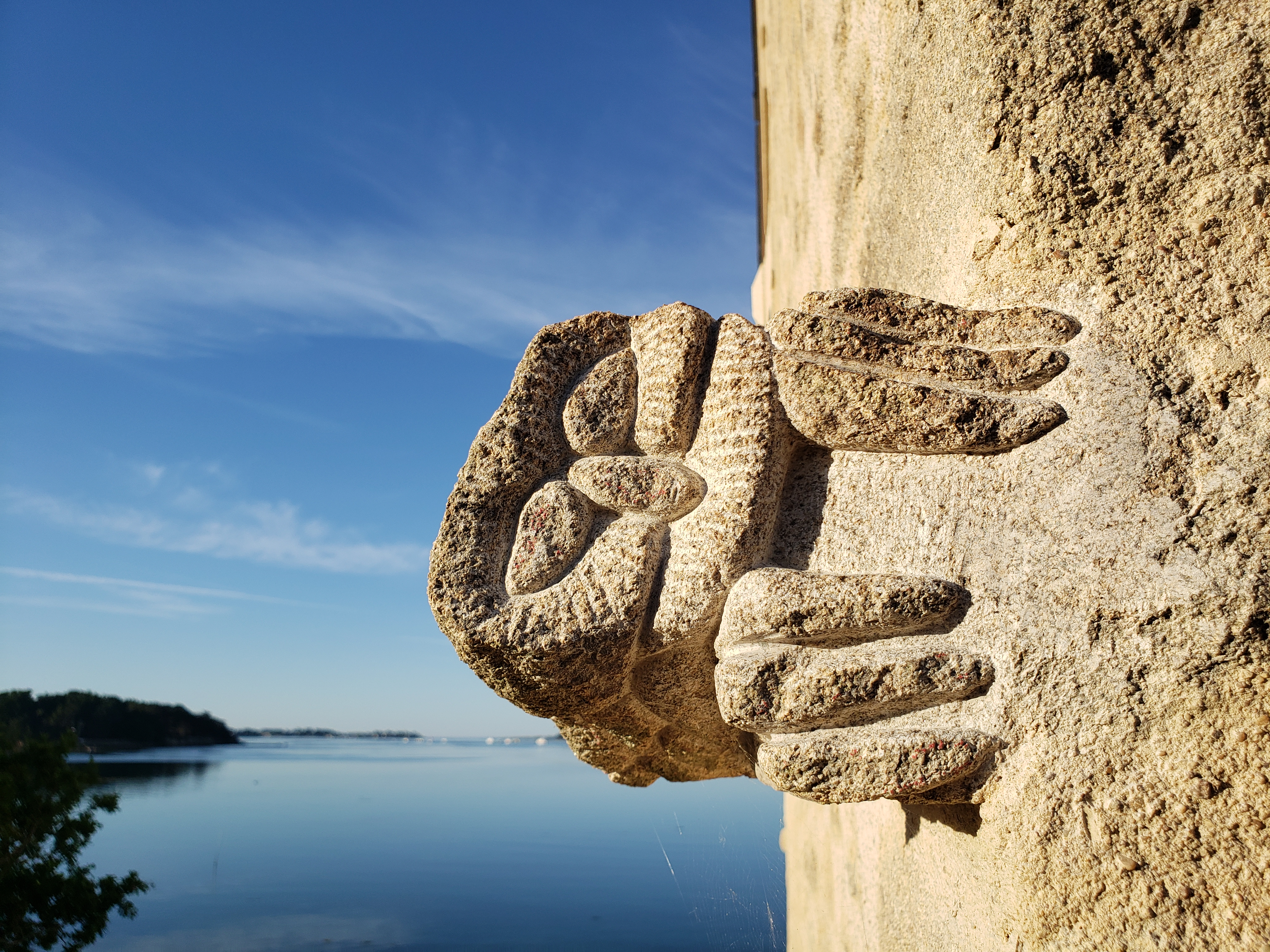
Gueules et Gargouilles du Blair, "Le Hibou", par le sculpteur Guillaume Campredon

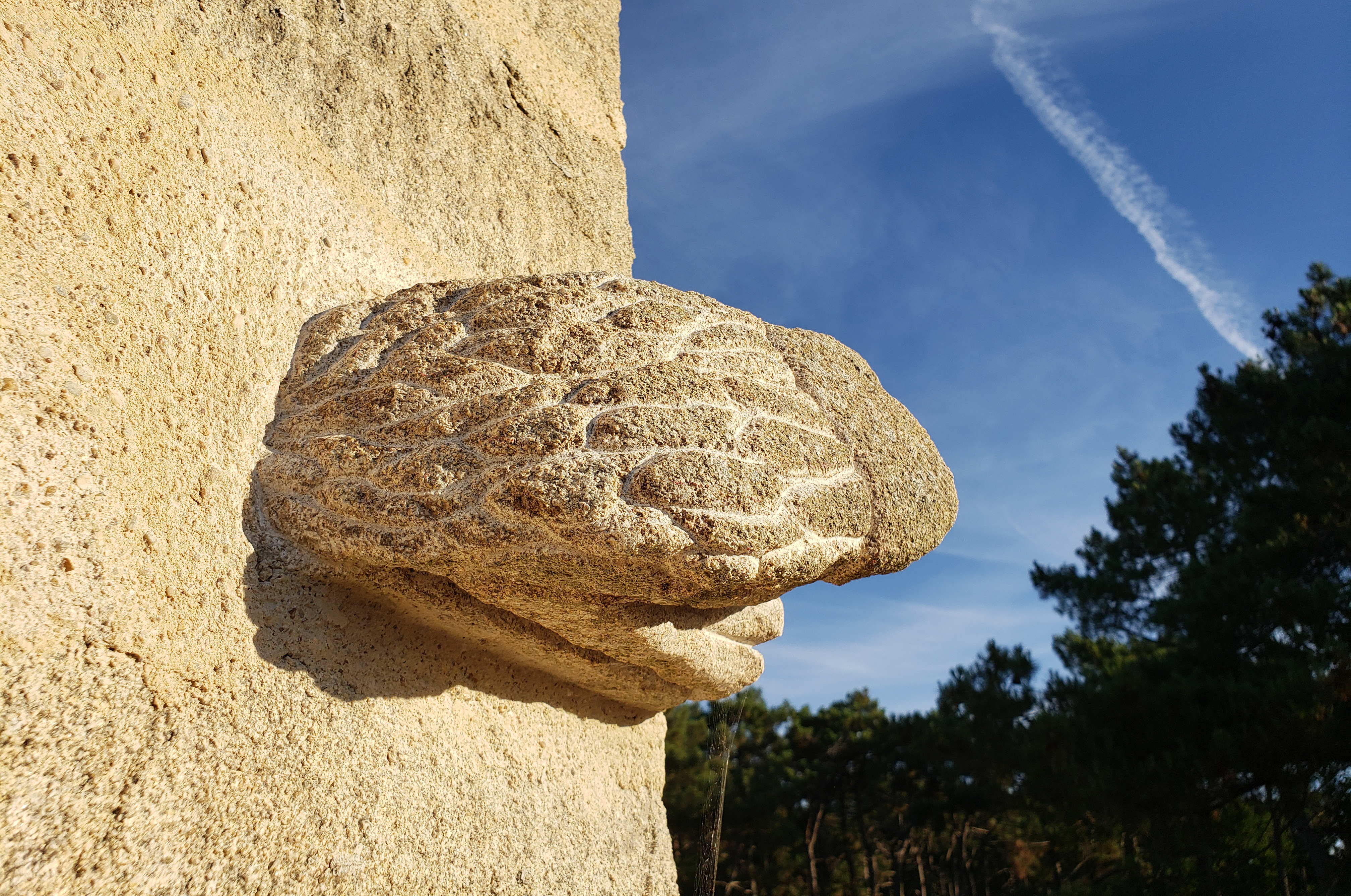
Gueules et Gargouilles du Blair, "Le Hibou" détail des plumes, par le sculpteur Guillaume Campredon

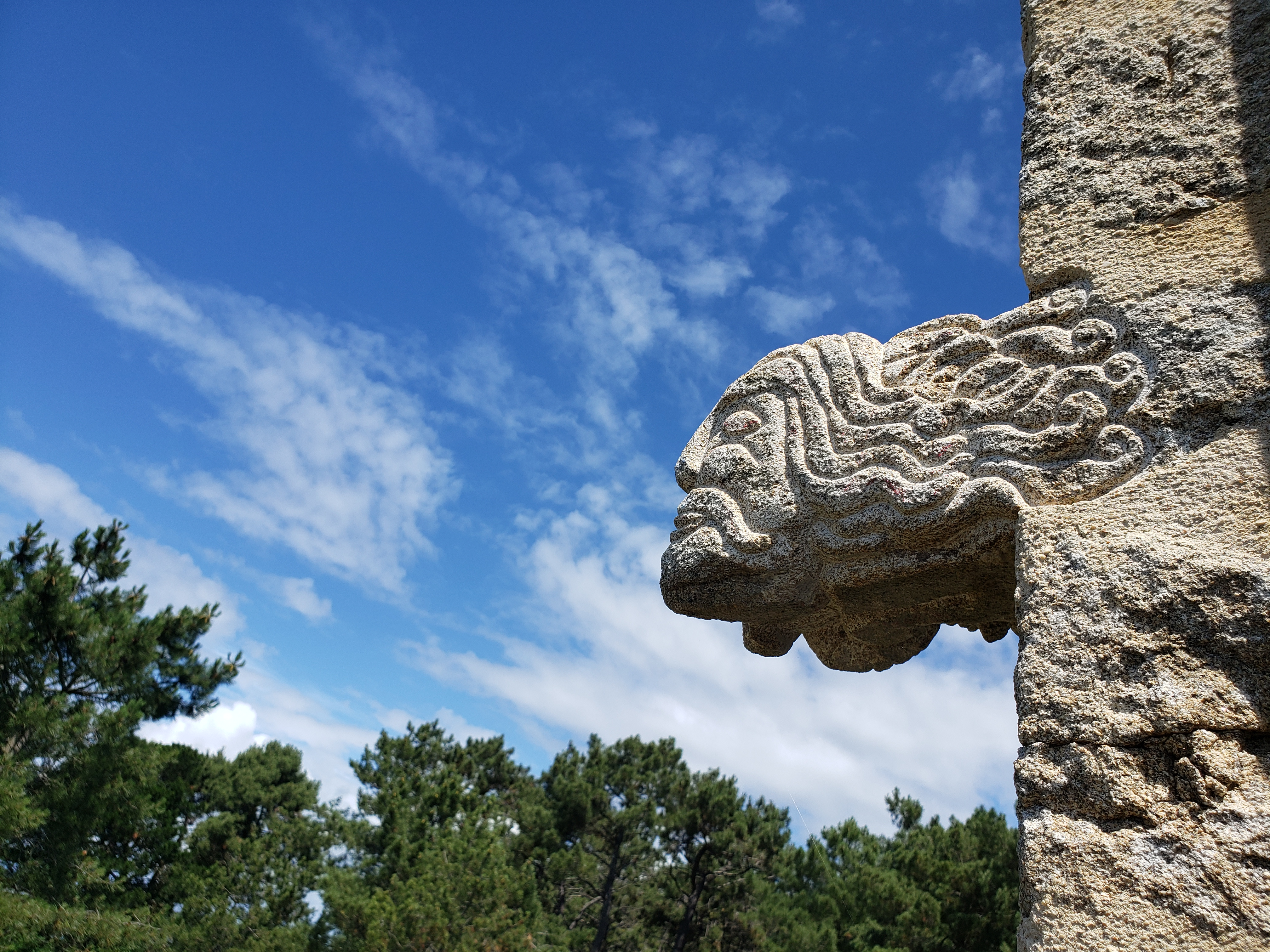
Gueules et Gargouilles du Blair, "Le Bifrons" face Neptune, par le sculpteur Guillaume Campredon

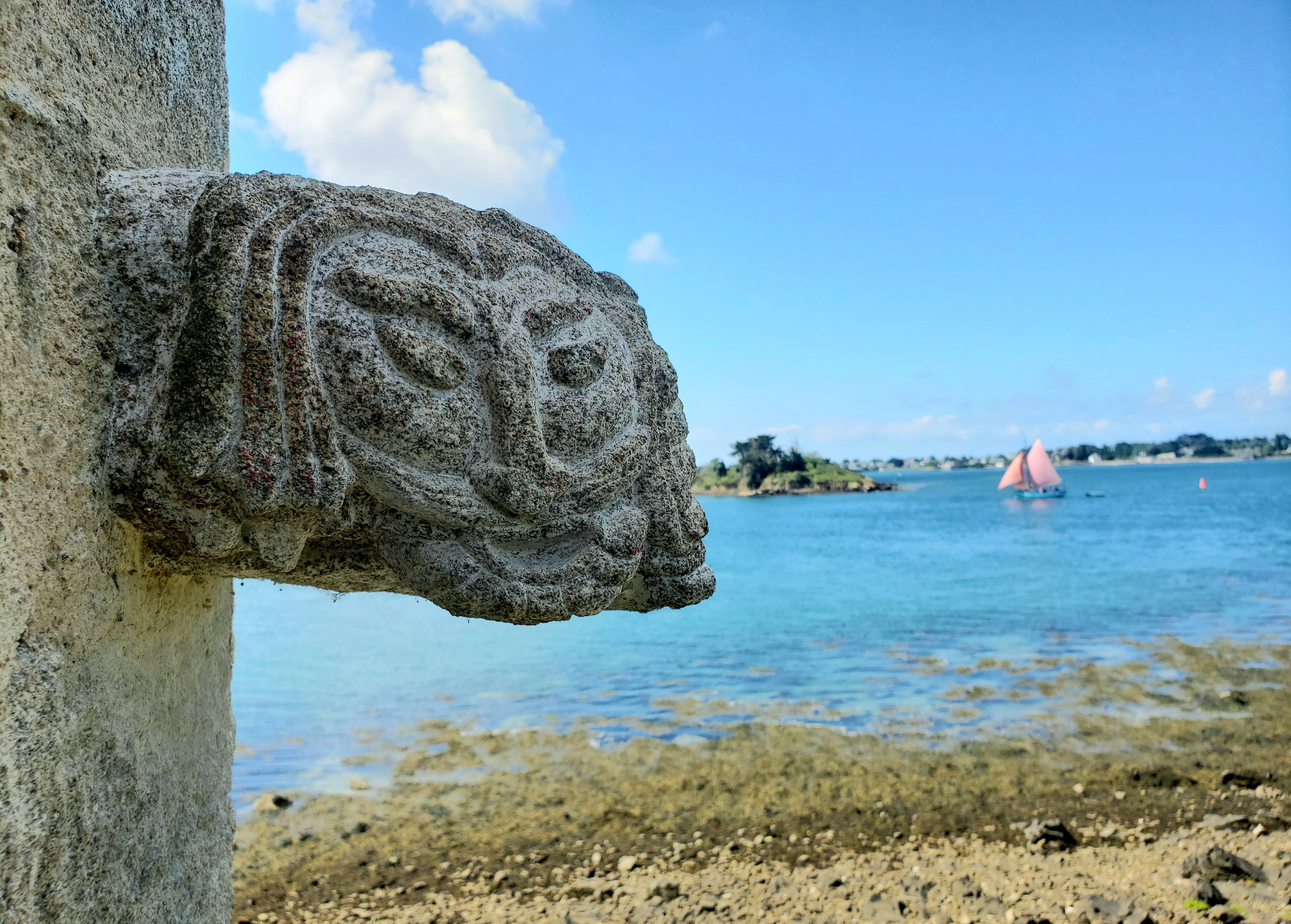
Gueules et Gargouilles du Blair, "Le Bifrons" face Corsaire, par le sculpteur Guillaume Campredon

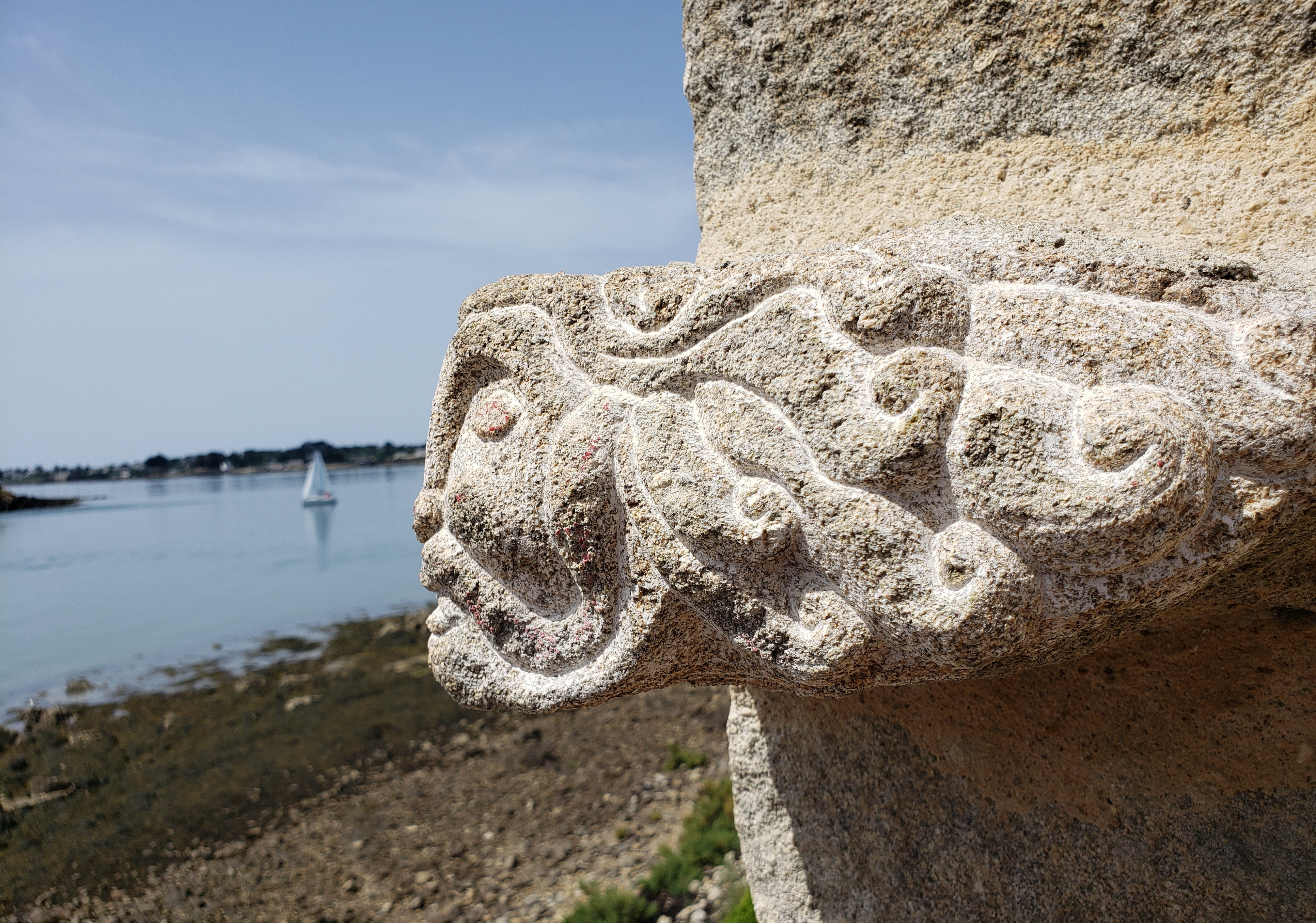
Gueules et Gargouilles du Blair, "Le Zéphyr", par le sculpteur Guillaume Campredon

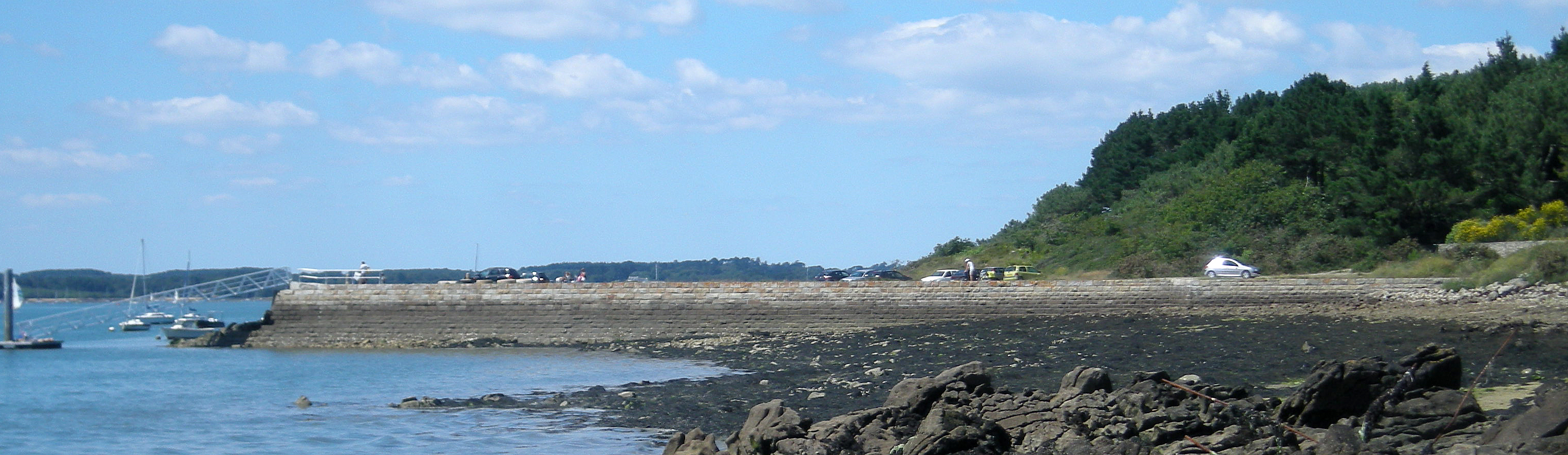
La jetée du port de la pointe du Blair (été 2012).

## Ostréiculture
Au XIXe siècle, les fonds de la pointe du Blair hébergeaient un banc important d'huîtres plates (Ostrea Edulis Linné). En 1912, les bancs du Blair et du moulin de Baden, en aval de la rivière d'Auray, ont disparu.